# Thiodina vaccula
Thiodina vaccula är en spindelart som beskrevs av Simon 1900. Thiodina vaccula ingår i släktet Thiodina och familjen hoppspindlar. Inga underarter finns listade i Catalogue of Life.